# Les Humphries Singers

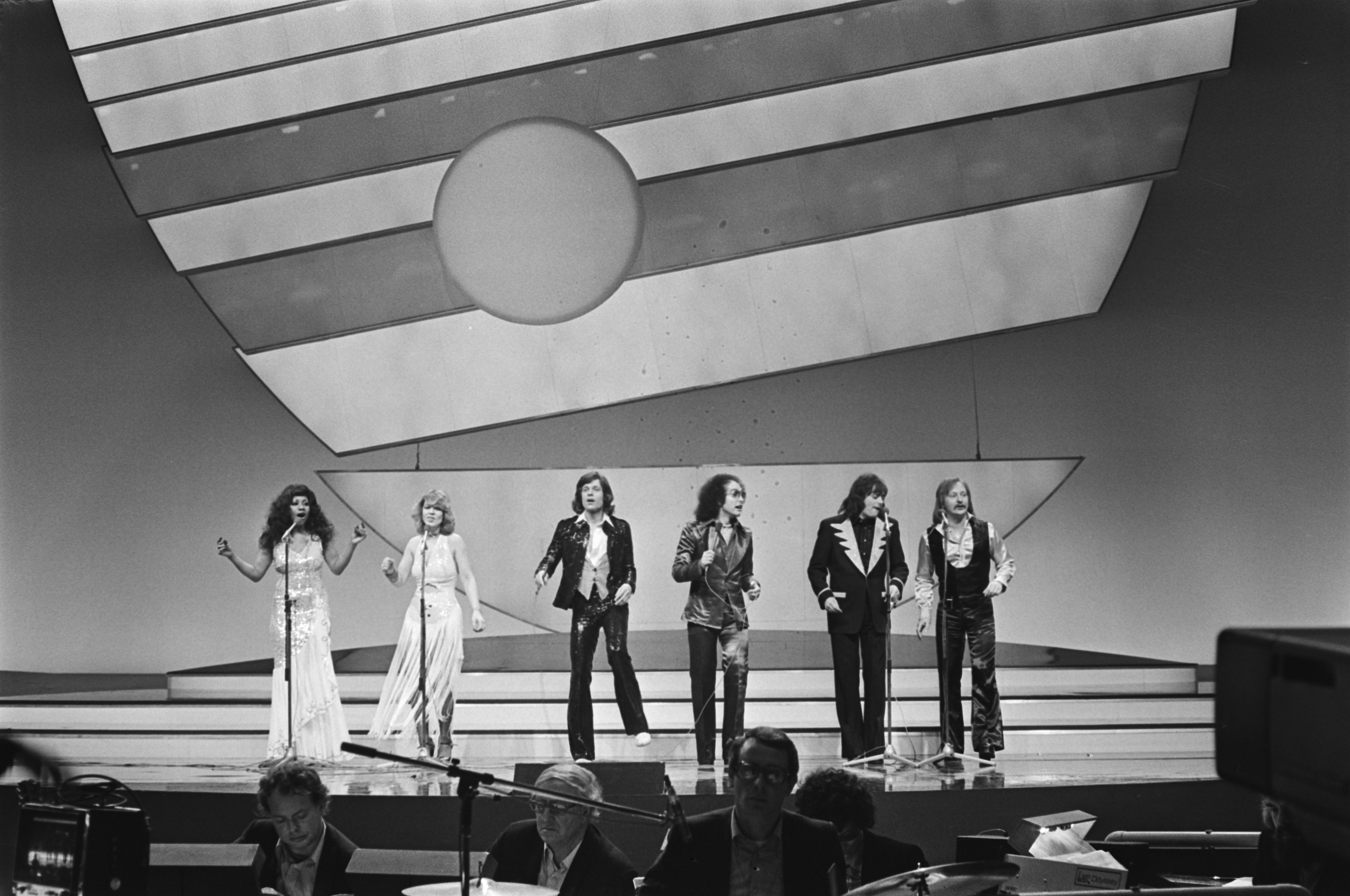
Les Humphries Singers 1976

Les Humphries Singers var en popkör som bildades av engelsmannen Les Humphries 1969. Humphries var militärmusiker i Tyskland och kärntruppen till kören hade deltagit i en tysk uppsättning av musikalen Hair.
I kören rymdes en stor mängd sångare av olika nationaliteter och gruppen lyckades få en rad stora hits i Europa under 1970-talets första hälft, bland annat med Mama Loo (1973) och Mexico (1972), alla i en glättig gospelinfluerad popstil.
I kören rymdes bland andra John Lawton (senare medlem i Uriah Heep), Liz Mitchell (senare Boney M.), Linda Uebelherr (senare medlem i Silver Convention), svenska Tina Werner, Jürgen Drews, Malcolm Magaron, Victor Scott, Barry St.John, Christopher Yim, Earl Jordan, Elvira "Puppa" Herbert, Jimmy Bilsbury, Judy Archer och Peggy Evers.
1976 deltog Les Humphries Singers i Eurovision Song Contest 1976 med "Sing Sang Song". Låten ansågs vara medelmåttig och faktumet att tävlingen endast tillåter ett begränsat antal artister på scen (större delen av Les Humphries Singers fick alltså inte vara med), gjorde att gruppen hamnade på femtonde plats. På scenen i Haag stod John Lawton, Jürgen Drews, Jimmy Bilsbury, Barry St.John, Judy Archer och Peggy Evers. Gruppens stil började också kännas föråldrad, och kort därefter upplöstes kören.
2007 var ett flertal av originalsångarna med och startat gruppen The Original Singers. De har gjort en rad tv- och konsertframträdanden, där de både framför gamla Les Humphries Singers-hits och helt nyskrivet material. I gruppen ingår bland andra svenska Tina Werner, Jürgen Drews, Malcolm Magaron, Peggy Evers och Judy Archer. Les Humphries avled 2007 i England.

## Medlemmar
Tidigare medlemmar
- Les Humphries (1969–1980)
- Jimmy Bilsbury (1969–1977, 1982, 1992)
- Earl Jordan (1972–1976, 1982)
- Barry St. John (1972–1973)
- Jürgen Drews (1969–??)
- Victor Scott (1970–1976, 1982, 1992)
- Christopher Yim (1971–1976, 1992)
- Peggy Evers (1970–1976)
- Judy Archer (1970–1976)
- Elvira Herbert (1972–1975)
- Dave O'Brien (1973–1976)
- Sheila McKinlay (1973–1975, 1982, 1992)
- Enry David-Fascher (1970–1972)
- Myrna David (1971–1972)
- Malcolm Magaron (1970–1972)
- Claudia Schwarz (1974–1976)
- Emily Woods-Jensen (1974–1976, 1992)
- Dornée Edwards (1970–1971)
- Maddy Verhaar (1975–1976)
- Lil Walker
- Don Adams (1974–1975)
- Tina Kemp-Werner (1970–1974)
- Barbara Johnson
- Gail Stevens (1974)
- Goldy Kloen-Evert (1970–1971)
- Irene Bendorf (1971)
- Renate Andersen-Bilsbury (1974–1976, 1982)